# Opera Fatal
Opera Fatal è un videogioco di edutainment basato sull'apprendimento interattivo della musica.
Originariamente progettato in tedesco, nel 1997 viene commercializzato anche in versione italiana, nell'ambito dell'iniziativa "I Grandi CD-ROM di La Repubblica". Dopo il successo della prima distribuzione vi sono state successivamente altre due ristampe, di cui la prima nel 1999.

## Trama
È la vigilia della prima del Fidelio di Beethoven al locale Teatro dell'Opera. Il giocatore è nei panni del direttore dell'orchestra e si rende conto che, di colpo, la partitura dell'opera è sparita.
Un misterioso personaggio ha infatti deciso di nasconderla e sfida il protagonista a ritrovarla, risolvendo una serie di domande i cui foglietti sono stati sparsi per tutto il teatro.

## Modalità di gioco
Tutti gli indovinelli riguardano la musica, e le risposte si possono trovare nei volumi della Biblioteca del teatro.
Nel teatro inizialmente molti ambienti non sono accessibili, ma lo diventano man mano che si superano i livelli. Questi ultimi in totale sono 6: tre da 6 domande, uno da 7, uno da 8 e quello finale senza domande. Per trovare gli indovinelli bisogna esplorare il teatro con attenzione, spostando il mouse sui vari oggetti, al fine anche di trovare indizi.
Gradualmente giocando e rispondendo alle domande si possono imparare molti fondamenti musicali.